# Sergi Panadero
Sergi Panadero Arbat (Vic, Barcelona, 26 de abril de 1982) es un exjugador español de hockey patines, internacional absoluto con  España y con Cataluña. 
Jugador muy completo y con depurada técnica, por su trayectoria deportiva y excepcional palmarés es considerado uno de los mejores jugadores de la historia.
En abril del 2025 y pasado un año desde su retirada, el F.C. Barcelona le hace un Homenaje en el que se retira su camiseta con el dorsal 9 que lució durante toda su carrera deportiva, en reconocimiento a la trayectoria en el club desde 2003 hasta 2024.

## Trayectoria
Sergi Panadero comenzó su carrera en el CP Voltregà a los cuatro años, donde pasó por todas las categorías antes de debutar con el primer equipo. La temporada 1997/98, con sólo 15 años, fue la de su debut en la máxima categoría del hockey patines español.
El verano de 2003, con 21 años, se incorporó a la disciplina azulgrana. Ha sido internacional con la selección española absoluta, junior y juvenil. 
El 30 de junio de 2024 da por finalizada su carrera deportiva después de 21 años en el primer equipo azulgrana, período en el conquistó un total de 82 títulos oficiales entre clubes y selecciones.

## Palmarés
C.P Voltregà
1 Copa de la CERS (2001/02)

F.C Barcelona
8 Copas de Europa (2003/04, 2004/2005, 2006/07, 2007/08, 2009/10, 2013/14, [3] 2014/15, 2017/18)
8 Copas Continentales (2003/04, 2004/05, 2005/06, 2006/07, 2007/08, 2009/10, 2015/16, 2018/19)
13 Supercopas españolas (2003/04, 2004/05, 2006/07, 2008/09, 2011/12, 2012/13, 2013/14, 2014/15, 2015/16, 2017/18, 2020/21, 2021/22, 2022/23)
18 OK Ligas / Ligas españolas (2003/04, 2004/05, 2005/06, 2006/07, 2007/08, 2008/09, 2009/10, 2011/12, 2013/14, 2014/15, 2015/16, 2016/17, 2017/18. 2018/19, 2019/20, 2020/21, 2022/23, 2023/24)
11 Copas del Rey / Copas españolas (2005, 2007, 2011, 2012, 2016, 2017, 2018, 2019, 2022, 2023, 2024)
5 Copas Intercontinentales (2006, 2008, 2014, 2018, 2024)
1 Copa de la CERS (2005/06)
4 Ligas Catalanas (2018, 2019, 2020, 2021)

Selección catalana
1 Golden Cup (2010)
1 Copa América (2010)

Selección española
4 Campeonatos del Mundo "A" (2005, 2007, 2009, 2011)
5 Campeonatos de Europa (2002, 2004, 2006, 2008, 2021)
1 Copa de las Naciones (2005)
1 Campeonato de Europa junior